# Protodendron repens
Protodendron repens is een zachte koraalsoort uit de familie Alcyoniidae. De koraalsoort komt uit het geslacht Protodendron. Protodendron repens werd in 1906 voor het eerst wetenschappelijk beschreven door Thomson & Henderson. 